# Open d'Espagne de tennis de table
L'Open d'Espagne ITTF est une étape du Pro-tour de tennis de table. Cette compétition est organisée par la fédération internationale de tennis de table.

## Palmarès

### Senior
| année | Catégorie        | simple messieurs      | double messieurs              | simple dames     | double dames                       | U21 messieurs      | U21 dames       |
| ----- | ---------------- | --------------------- | ----------------------------- | ---------------- | ---------------------------------- | ------------------ | --------------- |
| 2020  | Challenge Series | Kirill Gerassimenko   | Nima Alamian Noshad Alamian   | Honoka Hashimoto | Satsuki Odo Saki Shibata           | Rareș Șipoș        | Maki Shiomi     |
| 2019  | Challenge Series | Zhai Yujia            | Kilian Ort Dang Qiu           | Miyu Katō        | Stéphanie Loeuillette Jia Nan Yuan | Horacio Cifuentes  | Adriana Díaz    |
| 2018  | Challenge Series | Kim Min-hyeok         | An Jae-hyun Cho Seung-min     | Saki Shibata     | Honoka Hashimoto Hitomi Satō       | Cho Seung-min      | Saki Shibata    |
| 2017  | Challenge Series | Sathiyan Gnanasekaran | Cho Seung-min Park Gang-hyeon | Hina Hayata      | Jeon Ji-hee Yang Ha-eun            | Lam Siu Hang       | Satsuki Ōdō     |
| 2015  | Challenge Series | Maharu Yoshimura      | He Zhiwen/Carlos Machado      | Jeon Ji-hee      | Ai Fukuhara/Misako Wakamiya        | Kim Dong-hyun      | Miu Hirano      |
| 2014  | Major Series     | Paul Drinkhall        | Tang Peng/Wong Chun Ting      | Li Fen           | Miu Hirano/Mima Ito                | Romain Lorentz     | Sofia Polcanova |
| 2013  | Challenge Series | Cazuo Matsumoto       | -                             | Jiang Huajun     | -                                  | Julien Indeherberg | NG Wing Nam     |
| 2012  | World Tour       | Chuan Chih-yuan       | Kenji Matsudaira/Jun Mizutani | Kim Kyung-ah     | Kim Kyung-ah/Park Mi-young         | Kim Dong-hyun      | Kasumi Ishikawa |
| 2011  | Pro Tour         | Oh Sang-eun           | Lee Jung-woo/Oh Sang-eun      | Sayaka Hirano    | Jiang Huajun/Tie Yana              | Seo Hyun-deok      | Kasumi Ishikawa |